# Matteo Lepore
Matteo Lepore (n. 10 octombrie 1980, Savena⁠(d), Emilia-Romagna, Italia) este un politician italian.